# Носово (Ростовська область)
Носово або Носівка — село, адміністративний центр Носовського сільського поселення Неклинівського району Ростовської області. Населення — 731 осіб (2010 рік).

## Географія

### Вулиці
- вул. 30-річчя Перемоги,
- вул. Зарічна,
- вул. Клубна,
- вул. Миру,
- вул. Мирошниченко,
- вул. Молодіжна,
- вул. Степова.

## Історія
Поблизу села є стоянка стародавньої людини Мураловка.
Село Носове, яке нині є адміністративним центром муніципального утворення, було засноване у 1793 році, у заплаві Дідової й Носової балок. Село складалося з хуторів Іловайський, Русин, Оріхів, Попов. Всі вони були названі за прізвищами їхніх власників. Перша згадка про село Носове відноситься до 1814 року, з позначенням на картах області війська Донського. Поруч зі селом стояла садиба поміщиці Зарубиної, яка брала активну участь у будівництві тутешньої церкви, копії петербурзького Ісаакіївського собору. Згодом, більшовики розібрали церкву на камінь.
На початку XX сторіччя в селі Носово землями володів поміщик за прізвищем Хандрин. Після свого переїзду в місто Таганріг всі його землі він роздав селянам, на кожного з них припадало по 4 десятини.
У 1905 році у селі Носово була відкрита школа.
У 1919 році спалахнуло Носівське більшовицьке повстання, що було придушене козаками.
У 1929 році в Носово почалася суцільна колективізація й було створено перший колгосп.
За німецько-радянської війни 293 осіб загинули на фронті.
У 1992 році землі колишнього колгоспу були розділені на 1086 паїв по 7,69 га. Місцеві жителі знову стали повноправними власниками своєї землі.
У 1998 році Носівська сільська рада була перейменована на Носовську сільську адміністрацію.
У грудні 2004 року обласним законом були встановлені сучасні кордони муніципального утворення «Носовське сільське поселення».

## Відомі люди
У селі народився Мірошниченко Іван Іванович — Герой Радянського Союзу.